# Avlidna 2018 (januari–juni)

## Januari

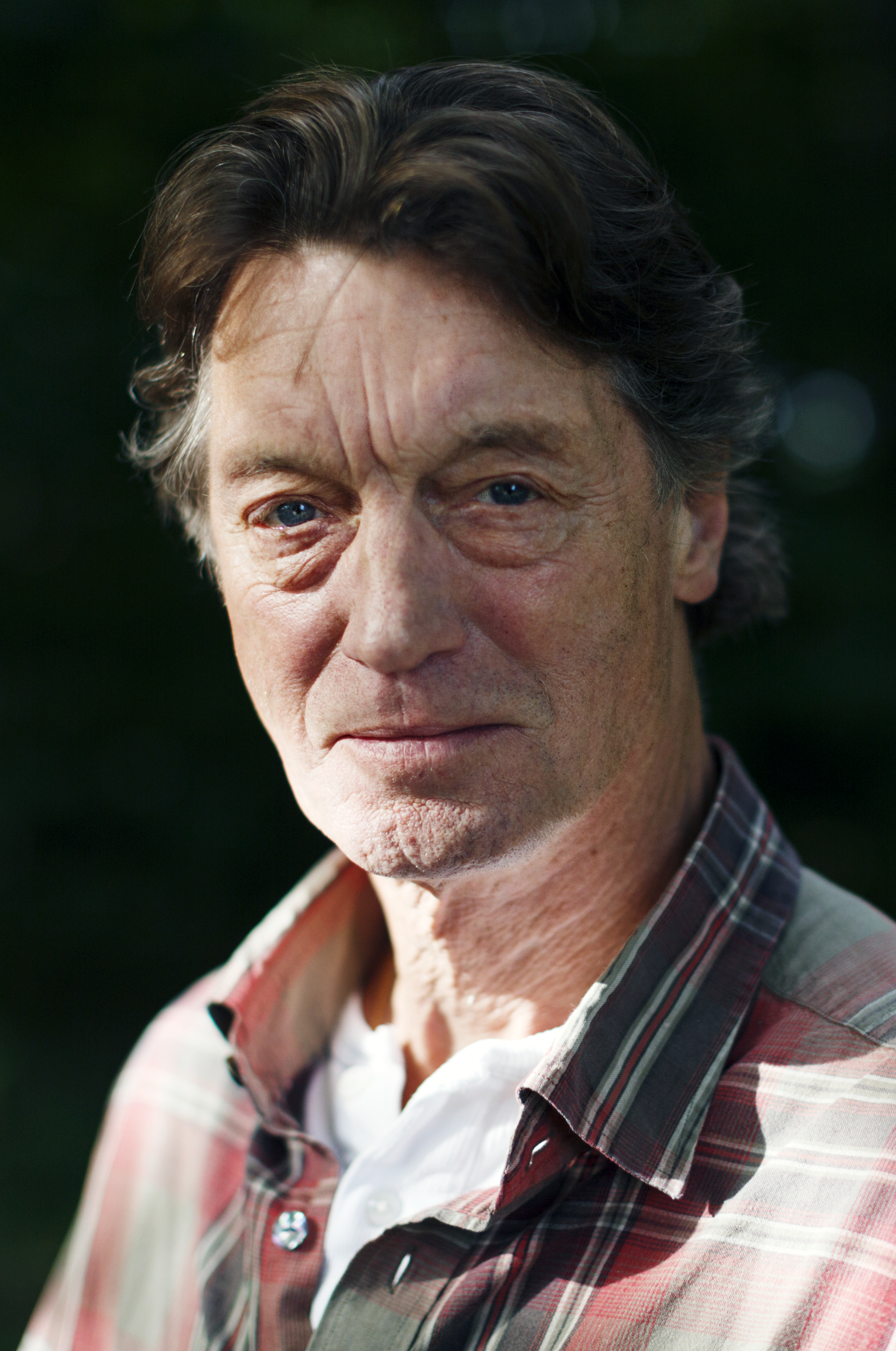
Den svenske skådespelaren Johannes Brost avled 4 januari, 71 år gammal.

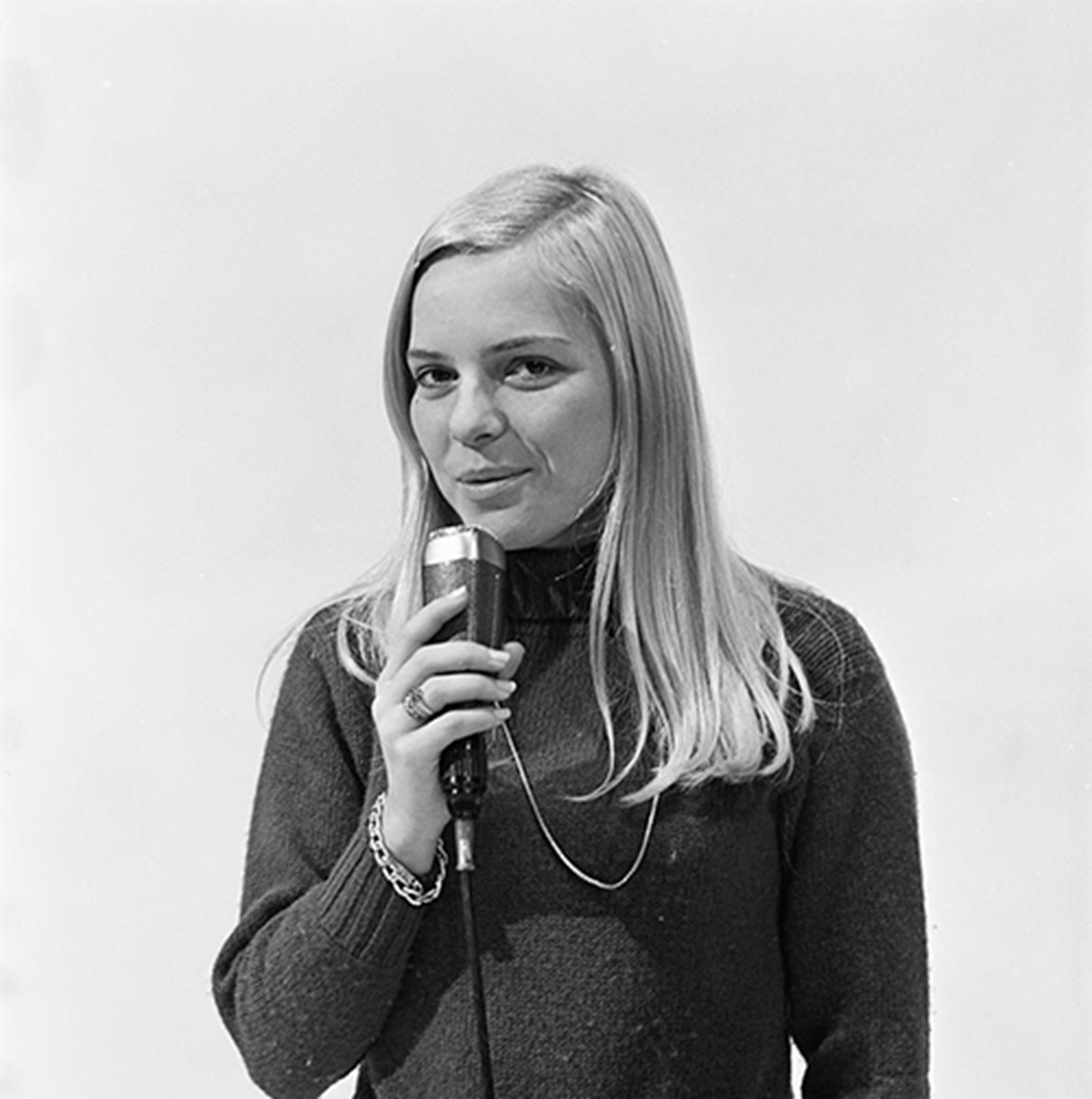
Den franska sångaren France Gall avled 7 januari, 70 år gammal.

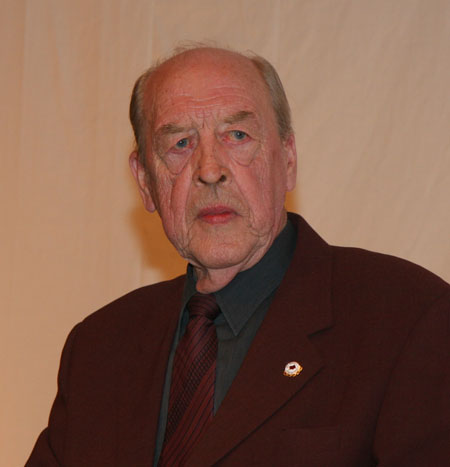
Den norske politikern och tidigare statsministern Odvar Nordli avled 9 januari, 90 år gammal.

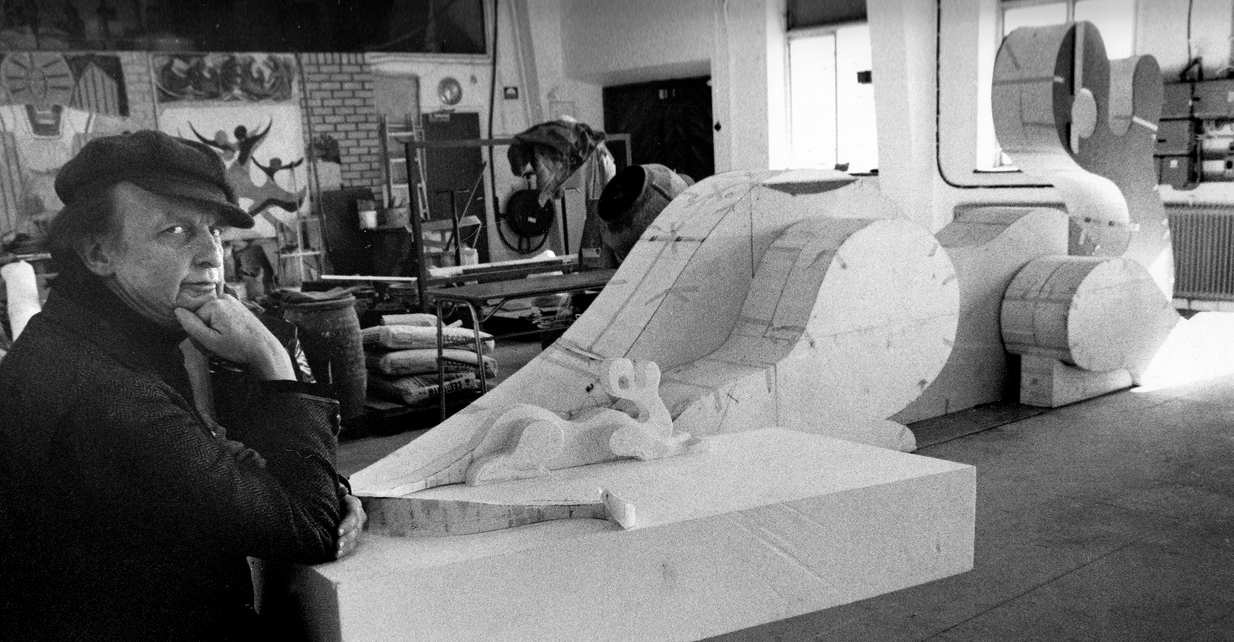
Den svenske konstnären Gunnar Frieberg avled 15 januari, 90 år gammal.

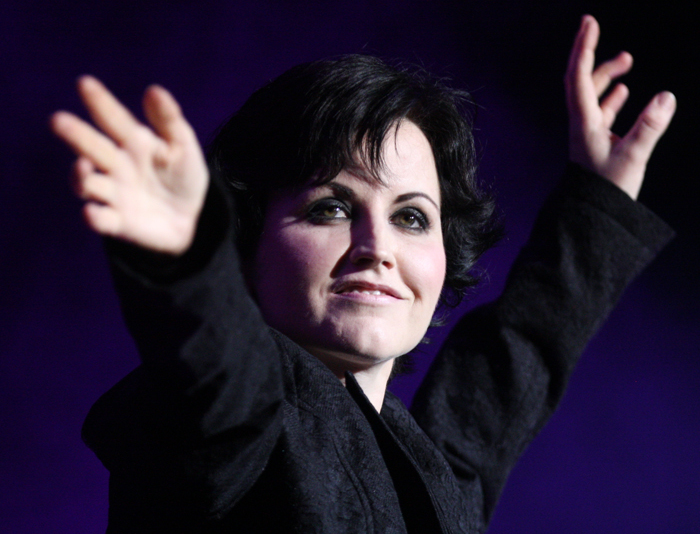
Den irländska sångaren Dolores O'Riordan avled 15 januari, 46 år gammal.

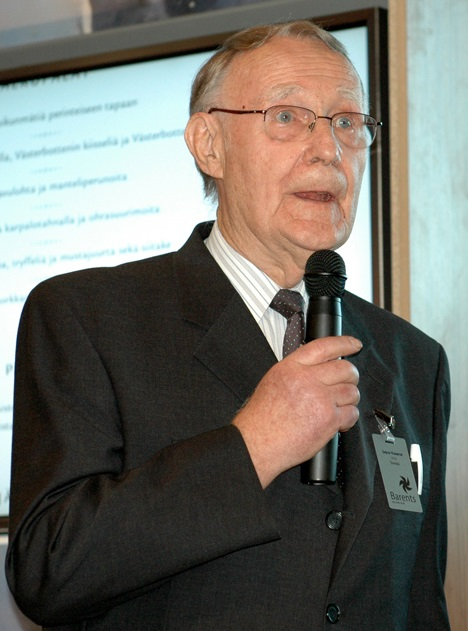
Den svenske affärsmannen Ingvar Kamprad avled 27 januari, 91 år gammal.

- 1 januari – Jahn Otto Johansen, 83, norsk journalist och författare.[1]
- 1 januari – Albino Longhi, 88, italiensk journalist.[2]
- 1 januari – Ebrahim Nafae, 83, egyptisk journalist.[3]
- 2 januari – Dee Ayuba, 31, brittisk-nigeriansk basketspelare.[4]
- 2 januari – Ester Cullblom, 85, svensk (tornedalsk) författare.[5]
- 2 januari – Jacques Lassalle, 81, fransk teaterregissör, skådespelare och dramatiker.[6]
- 2 januari – Thomas S. Monson, 90, amerikansk president i Jesu Kristi Kyrka av Sista Dagars Heliga.[7]
- 2 januari – Tapani Raittila, 96, finländsk målare.[8]
- 3 januari – Jan Smiding, 85, svensk spjutkastare.[9]
- 4 januari – Aharon Appelfeld, 85, israelisk författare.[10]
- 4 januari – Johannes Brost, 71, svensk skådespelare.[11]
- 4 januari – Brendan Byrne, 93, amerikansk demokratisk politiker.[12]
- 4 januari – Ray Thomas, 76, brittisk musiker och låtskrivare.[13]
- 5 januari – Christoffer Barnekow, 77, svensk journalist, programledare och friherre.[14]
- 5 januari – John W. Young, 87, amerikansk astronaut.[15]
- 6 januari –  Horace Ashenfelter, 94, amerikansk friidrottare.[16]
- 6 januari – Walther Dürr, 85,  tysk musikolog.[17]
- 6 januari – Ingvar Ehrling, 90, svensk militär och ämbetsman.[18]
- 7 januari – Stefan Furenius, 83, svensk militär.[19]
- 7 januari – France Gall, 70, fransk sångare.[20]
- 7 januari – Markku Into, 72, finländsk poet och översättare.[21]
- 7 januari – Peter Sutherland, 71, irländsk jurist, politiker och företagsledare, justitieminister 1981–1984.[22]
- 7 januari – Bjørg Vik, 82, norsk författare och dramatiker.[23]
- 8 januari – Sven Hansbo, 93, svensk geotekniker och professor.[18]
- 8 januari – George Maxwell Richards, 86, trinidadisk politiker, president 2003–2013.[24]
- 9 januari – Heikki Kirkinen, 90,  finländsk historiker.[25]
- 9 januari – Odvar Nordli, 90, norsk politiker, statsminister 1976–1981.[26]
- 10 januari – Leopold Ahlsen, 90, tysk författare och dramatiker.[27]
- 10 januari – Eddie Clarke, 67, brittisk rockgitarrist (Motörhead, Fastway).[28]
- 11 januari – Edgar Ray Killen, 92, amerikansk baptistpastor, Ku Klux Klan-medlem och dömd mördare.[29]
- 12 januari – Kjell Nilsson, 74, svensk generallöjtnant och stridspilot, ordförande i Svenska Ishockeyförbundet 2002–2004.[30]
- 12 januari – John V. Tunney, 83, amerikansk demokratisk politiker.[31]
- 13 januari – Walter Schuster, 88, österrikisk alpin skidåkare.[32]
- 14 januari – Dan Gurney, 86, amerikansk racerförare och racerbilskonstruktör.[33]
- 14 januari – Britt Tunander, 96, svensk författare och journalist.[34]
- 15 januari – Jan-Åke Berg, 82, svensk officer i flygvapnet.[35]
- 15 januari – Carl Emil Christiansen, 80, dansk fotbollsspelare och -tränare.[36]
- 15 januari – Gunnar Frieberg, 90, svensk konstnär, tecknare, filmanimatör och konstpedagog.[37]
- 15 januari – Edwin Hawkins, 74, amerikansk gospel- och R&B-musiker.[38]
- 15 januari – Barbro Klein, 79, svensk etnolog.[39]
- 15 januari – Dolores O'Riordan, 46, irländsk sångare (The Cranberries).[40]
- 15 januari – Peter Wyngarde, 90, brittisk skådespelare.[41]
- 16 januari – Bradford Dillman, 87, amerikansk skådespelare.[42]
- 16 januari – Dave Holland, 69, brittisk trumslagare (Judas Priest). [43]
- 16 januari – Madalena Iglésias, 78, portugisisk sångare och skådespelare.[44]
- 16 januari – Wilhelm "Willi" Melliger, 64, schweizisk ryttare.[45]
- 16 januari – Javiera Muñoz, 40, svensk sångare.[46][47]
- 16 januari –  John Spellman, 91, amerikansk republikansk politiker.[48]
- 16 januari –  Jo Jo White, 71, amerikansk basketspelare.[49]
- 17 januari – Roy Bennett, 60, zimbabwisk politiker och lantbrukare.[50]
- 17 januari – Jessica Falkholt, 29, australisk skådespelare.[51]
- 17 januari – Sture Johannesson, 82, svensk konstnär.[52]
- 17 januari – Simon Shelton, 52, brittisk skådespelare.[53]
- 18 januari – John Barton, 89, brittisk teaterregissör och dramatiker, medgrundare av Royal Shakespeare Company.[54]
- 18 januari – Wallis Grahn, 72, svensk skådespelare.[55]
- 18 januari – Juhani Jylhä, 71, finländsk ishockeyspelare.[56]
- 18 januari – Peter Mayle, 78, brittisk författare.[57]
- 18 januari – Alvar Nelson, 98, svensk professor och rättsvetenskapsman.[58]
- 18 januari – Lasse Sarri, 81, svensk regissör, manusförfattare och skådespelare.[59]
- 18 januari – Stansfield Turner, 94, amerikansk amiral, CIA-chef 1977–1981.[60]
- 19 januari – Dorothy Malone, 93, amerikansk skådespelare.[61][62]
- 19 januari – Madeleine Uggla, 97, svensk musikpedagog och sångare.[63]
- 20 januari – Paul Bocuse, 91, fransk kock.[64]
- 20 januari – Jon Pärson, 84, svensk konstnär.[65][66]
- 21 januari – Herman Fältström, 76, svensk militär.[67]
- 21 januari – Marianne Kärrholm, 96, svensk kemiingenjör och professor.[68]
- 21 januari – Jens Okking, 78, dansk skådespelare och politiker.[69]
- 21 januari – Connie Sawyer, 105, amerikansk skådespelare.[70]
- 22 januari – Jimmy Armfield, 82, brittisk professionell fotbollsspelare och manager.[71]
- 22 januari – Ursula K. Le Guin, 88, amerikansk fantasy- och science fiction-författare.[72]
- 23 januari – Jonny Graan, 93, svensk fotograf.[73]
- 23 januari – Erkki Kohvakka, 80, finländsk orienterare.[74]
- 23 januari – Hugh Masekela, 78, sydafrikansk musiker och antiapartheidaktivist.[75]
- 23 januari – Nicanor Parra, 103, chilensk poet.[76]
- 23 januari – Elisabeth Piltz, 79, svensk konstvetare och professor i bysantinsk konstvetenskap.[77]
- 23 januari – Mark E. Smith, 60, brittisk sångare och låtskrivare (The Fall).[78]
- 23 januari – Anders Åberg, 72, svensk skulptör, målare och tecknare.[79]
- Exakt datum saknas – Kudzai Chimbaira, 32, zimbabwisk-svensk skådespelare och regissör.[80]
- 25 januari – Torvald Sundbaum, 89, svensk serietecknare.[81][82]
- 27 januari – Jerry Butler, 58, amerikansk pornografisk skådespelare.[83]
- 27 januari – Ingvar Kamprad, 91, svensk entreprenör, företagsledare och grundare av möbelkedjan Ikea.[84]
- 27 januari – Göran "Pisa" Nicklasson, 75, svensk fotbollsspelare.[85]
- 27 januari – Robert Parry, 68, amerikansk undersökande journalist.[86]
- 27 januari – Mort Walker, 94, amerikansk tecknare och författare (Knasen).[87]
- 28 januari – Jan Ramberg, 85, svensk jurist, professor i civilrätt.[88]
- 28 januari – Gene Sharp, 90, amerikansk professor i statsvetenskap.[89]
- 30 januari – Eva Engdahl, 93, svensk pianist och kompositör.[90]
- 30 januari – Mark Salling, 35, amerikansk skådespelare (Glee) och musiker.[91]
- 30 januari – Clyde Scott, 93, amerikansk häcklöpare och utövare av amerikansk fotboll.[92]
- 30 januari – Azeglio Vicini, 84, italiensk fotbollsspelare och fotbollstränare.[93]

## Februari

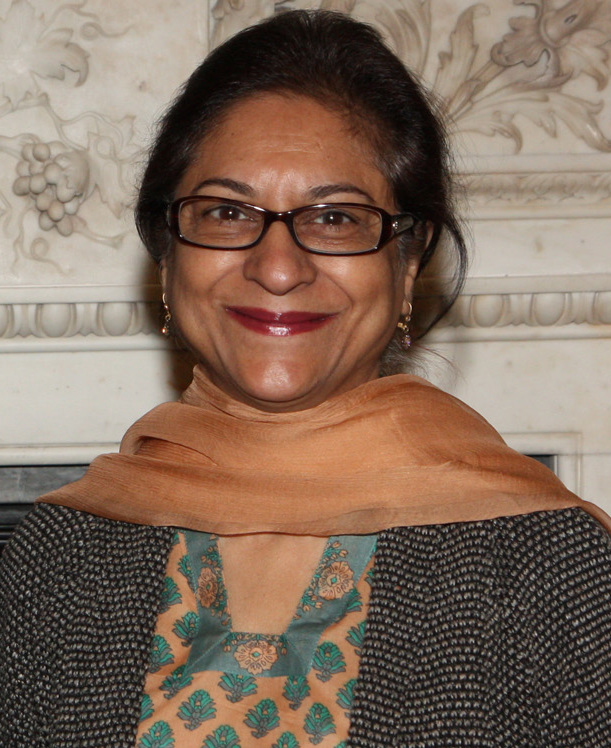
Den pakistanska människorättsaktivisten Asma Jahangir avled 11 februari, 66 år gammal.

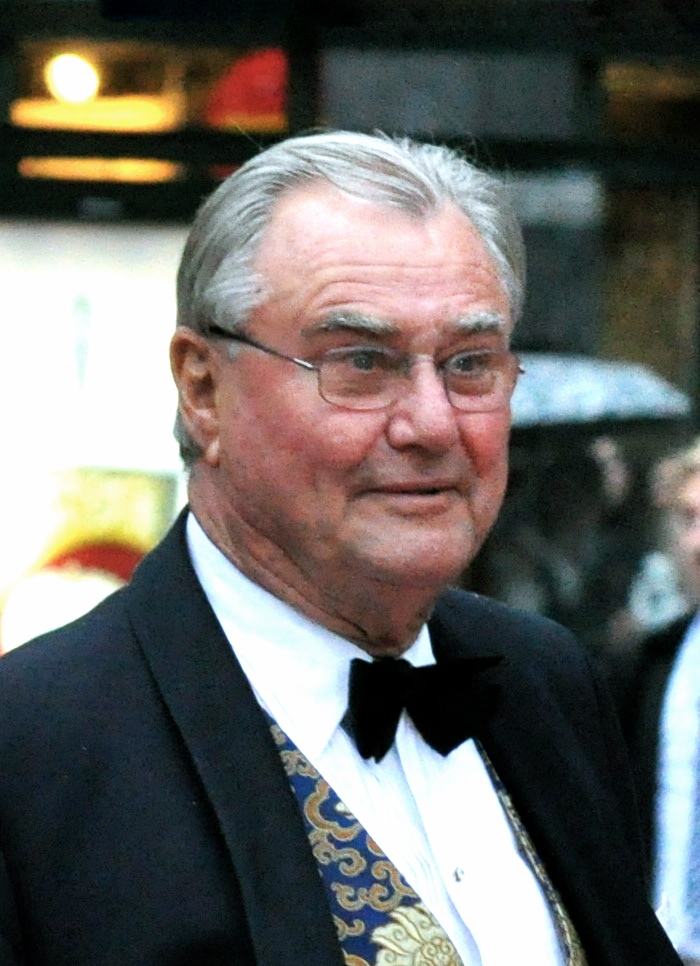
Prins Henrik av Danmark, make till drottning Margrethe, avled 13 februari, 83 år gammal.

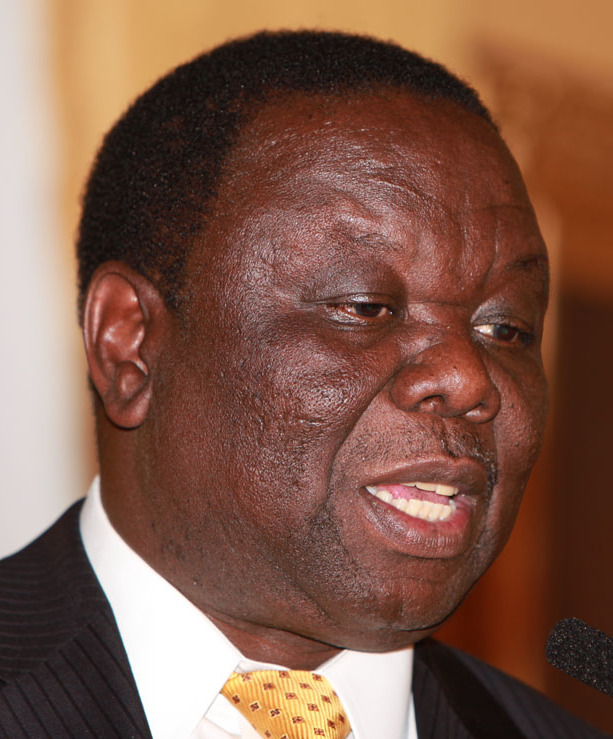
Den zimbabwiske politikern och tidigare premiärministern Morgan Tsvangirai avled 14 februari, 65 år gammal.

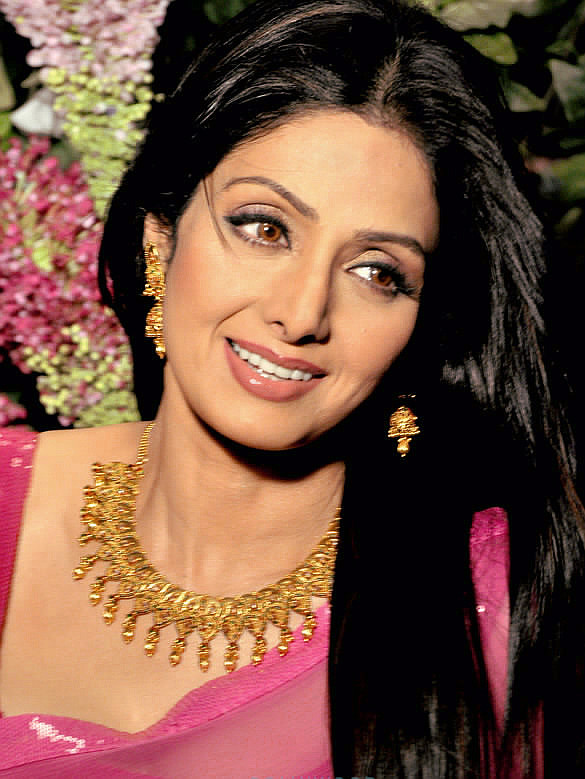
Den indiska Bollywood-skådespelaren Sridevi avled 24 februari, 54 år gammal.

- 1 februari – Cliff Bourland, 97, amerikansk sprinter.[94]
- 1 februari – Christer Petersson, 74, svensk journalist.[95]
- 2 februari – Ebba von Eckermann, 96, svensk modeskapare. [96]
- 2 februari – Göran Lundin, 78, musiker och nöjesarrangör.[97][98]
- 2 februari – Ole Thestrup, 69, dansk skådespelare (Borgen).[99]
- 3 februari – Bert Lundin, 96, svensk fackföreningsman (Svenska metallindustriarbetareförbundet).[100]
- 3 februari – Károly Palotai, 82, ungersk fotbollsspelare och fotbollsdomare.[101]
- 3 februari – Rolf Zacher, 76, tysk skådespelare.[102]
- 4 februari – Alan Baker, 78, brittisk matematiker.[103]
- 4 februari – John Mahoney, 77, brittisk-amerikansk skådespelare.[104]
- 5 februari – Zeno Roth, 61, tysk gitarrist, yngre bror till tidigare gitarristen i Scorpions, Uli Jon Roth.[105]
- 6 februari – Ulf Karlsson, 65, svensk trialförare.[106][107]
- 6 februari – Joe Knollenberg, 84, amerikansk republikansk politiker, representanthusledamot 1993–2009.[108]
- 6 februari – Jukka Mäkelä, 68, finländsk målare.[109]
- 6 februari – Brunello Spinelli, 78, italiensk vattenpolospelare.[110]
- 7 februari – Torsten Engberg, 83, svensk militär och generaldirektör.[111]
- 7 februari – Waltraud Kretzschmar, 70, östtysk handbollsspelare.[112]
- 7 februari – Pat Torpey, 64, amerikansk trummis. [113]
- 8 februari – Jarrod Bannister, 33, australisk spjutkastare.[114]
- 8 februari – Hans-Ingvar Johnsson, 84, tidigare chefredaktör för Dagens Nyheter.[115][116]
- 9 februari – Reg E. Cathey, 59, amerikansk skådespelare.[117]
- 9 februari – John Gavin, 86, amerikansk skådespelare, ambassadör och diplomat.[118]
- 9 februari – Jóhann Jóhannsson, 48, isländsk kompositör och musikproducent.[119]
- 9 februari – Liam Miller, 36, irländsk fotbollsspelare.[120]
- 9 februari – Henryk Niedźwiedzki, 84, polsk boxare.[121]
- 10 februari – Maj Enderstein, 91, svensk målare.[122]
- 11 februari – Vic Damone, 89, amerikansk sångare.[123]
- 11 februari – Asma Jahangir, 66, pakistansk människorättsaktivist och advokat.[124]
- 11 februari – Des Moroney, 82, kanadensisk ishockeyspelare och tränare.[125]
- 11 februari – Tom Rapp, 70, amerikansk sångare, gitarrist och låtskrivare.[126]
- 12 februari – Louise Latham, 95, amerikansk skådespelare (Marnie).[127]
- 12 februari – Daryle Singletary, 46, amerikansk countrysångare.[128]
- 13 februari – Prins Henrik av Danmark, 83, dansk prins, make till drottning Margrethe.[129]
- 13 februari – Nini Theilade, 102, dansk balettdansare och koreograf.[130]
- 14 februari – Claes Elmstedt, 89, svensk politiker (centerpartist), kommunikationsminister 1981–1982, landshövding i Gotlands län.[131]
- 14 februari – Ruud Lubbers, 78, nederländsk konservativ politiker, premiärminister 1982–1994.[132]
- 14 februari – Morgan Tsvangirai, 65, zimbabwisk politiker, partiledare för MDC 1999–2018, premiärminister 2009–2013.[133]
- 15 februari – Jan-Olov Arman, 97, svensk ingenjör.[134]
- 18 februari – Günter Blobel, 81, tysk-amerikansk biolog, nobelpristagare i fysiologi eller medicin 1999.[135]
- 19 februari – Sergej Litvinov, 60, rysk (sovjetiskfödd) släggkastare.[136]
- 19 februari – Jim Widmark, 78,  svensk lantmätare och generaldirektör.[137]
- 20 februari – Tōta Kaneko, 98, japansk poet.[138]
- 21 februari – Emma Chambers, 53, brittisk skådespelare.[139]
- 21 februari – Billy Graham, 99, amerikansk evangelist.[140]
- 22 februari – Nanette Fabray, 97, amerikansk skådespelare.[141]
- 22 februari – Richard E. Taylor, 88, kanadensisk fysiker, nobelpristagare i fysik 1990.[142]
- 23 februari – Lewis Gilbert, 97, brittisk filmregissör.[143]
- 24 februari – Göran Ax, 74, svensk flygare.[144]
- 24 februari – Bud Luckey, 83, amerikansk röstskådespelare, animatör, serietecknare och musiker.[145]
- 24 februari – Sridevi, 54, indisk skådespelare.[146]
- 25 februari – Stina Gustavsson, 82, svensk centerpolitiker.[147]
- 25 februari – Leif Liljeroth, 93, svensk skådespelare.[148][149]
- 25 februari – Penny Vincenzi, 78, brittisk författare.[150]
- 26 februari – Mies Bouwman, 88, nederländsk TV-programledare.[151]
- 26 februari – Bal Raj Sehgal, 84, svensk professor i reaktorfysik.[152]
- 27 februari – Quini, 68, spansk fotbollsspelare.[153]
- 27 februari – Henrik Forsius, 96, finländsk ögonläkare och genetiker[154]
- 27 februari – Jan Trost, 82, svensk sociolog.[155]
- 28 februari – Birgitta Hagnell-Lindén, 85, svensk textilkonstnär och målare.[156]

## Mars

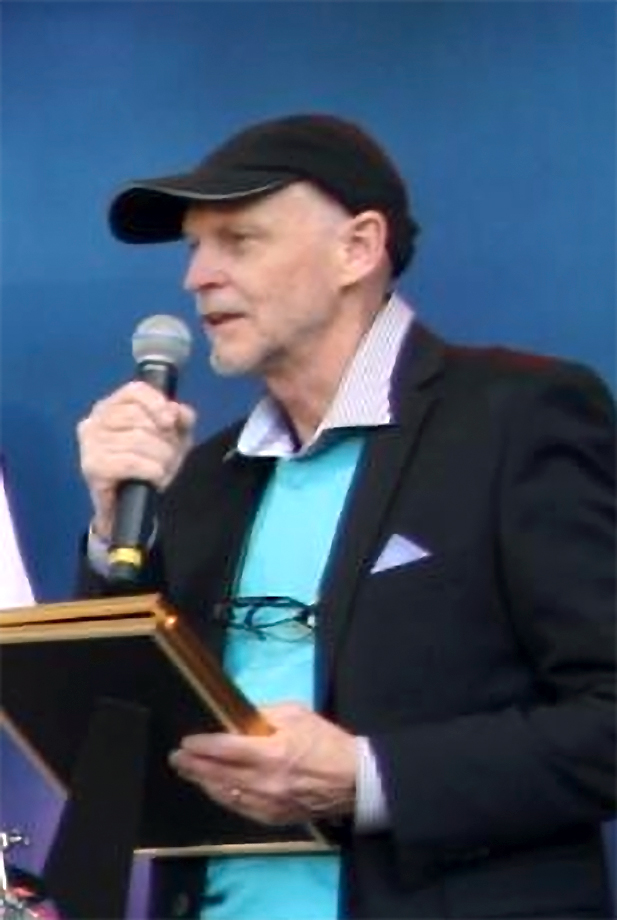
Den svenske sångtextförfattaren Kenneth Gärdestad avled 3 mars, 69 år gammal.

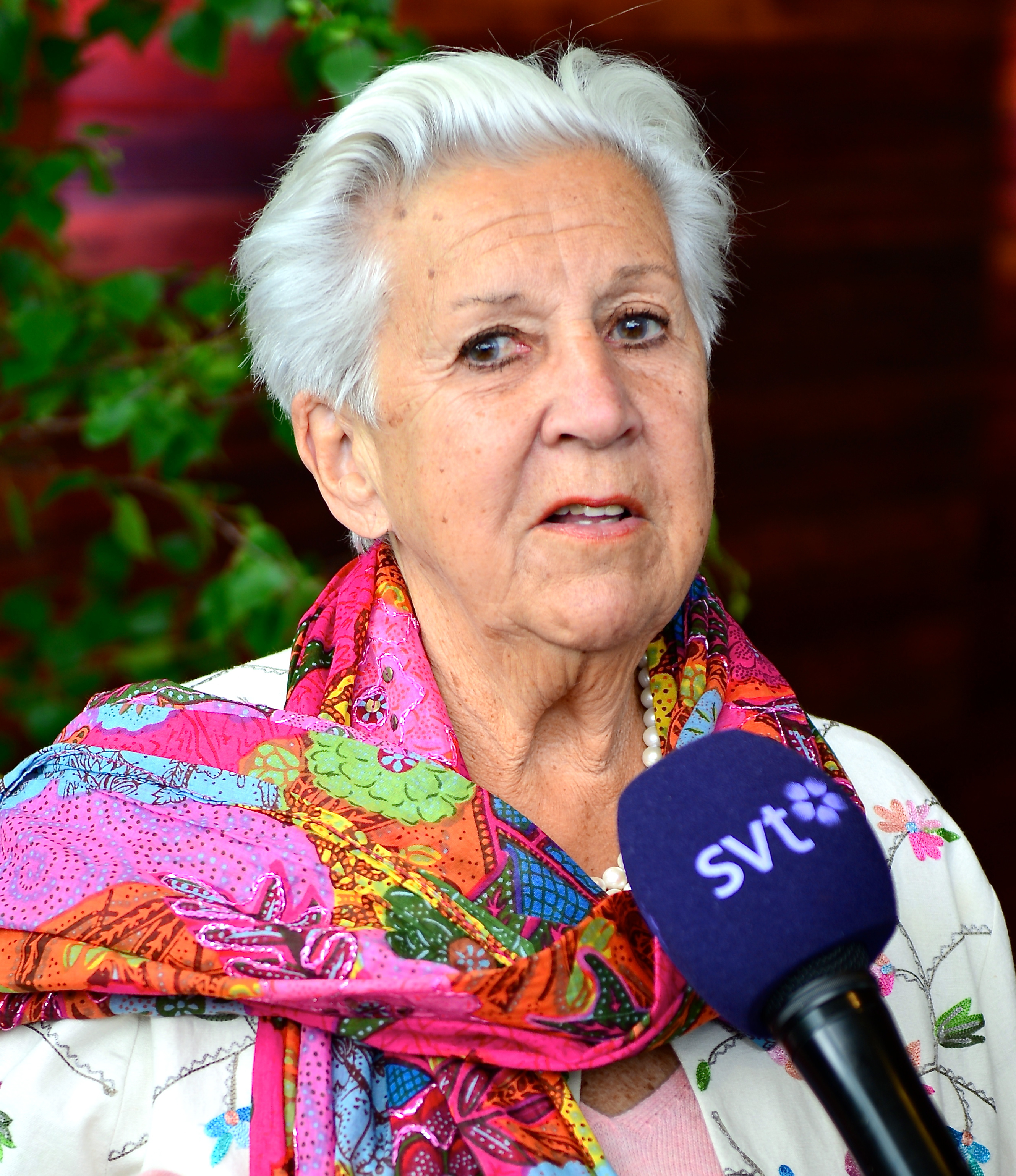
Den svenska operasångaren och teaterchefen Kjerstin Dellert avled 5 mars, 92 år gammal.

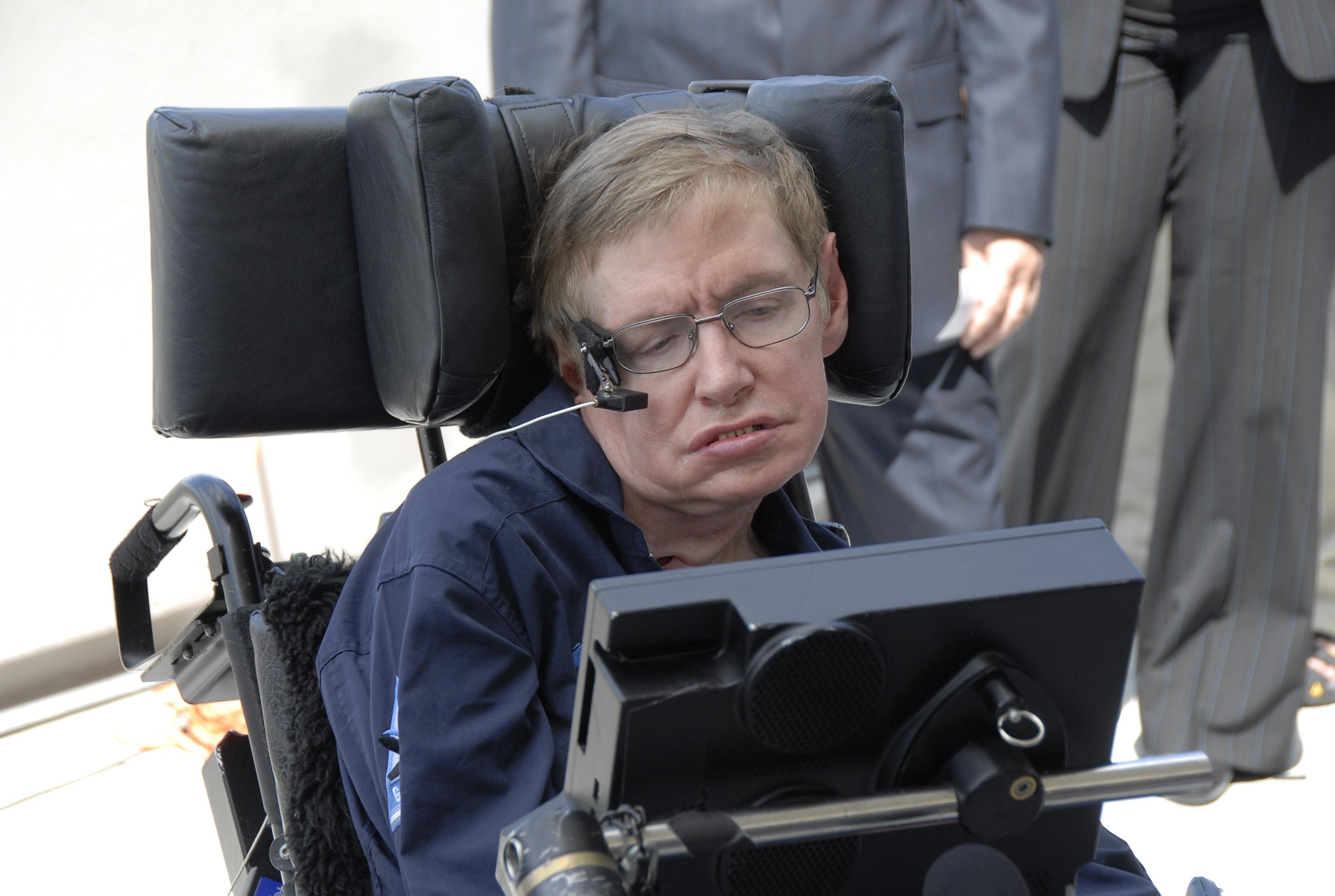
Den brittiske fysikern Stephen Hawking avled 14 mars, 76 år gammal.

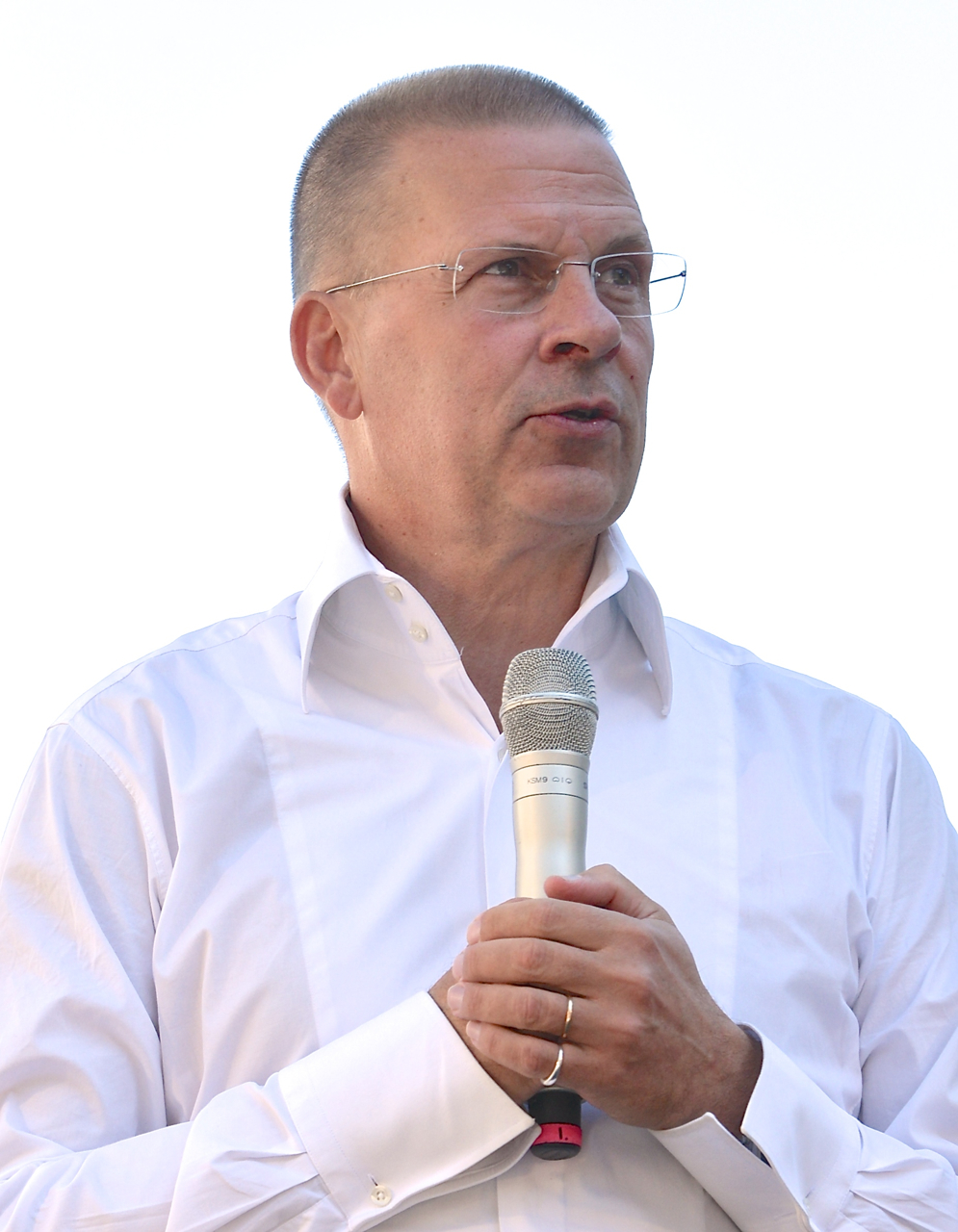
Den svenske teaterchefen Benny Fredriksson avled 17 mars, 58 år gammal.

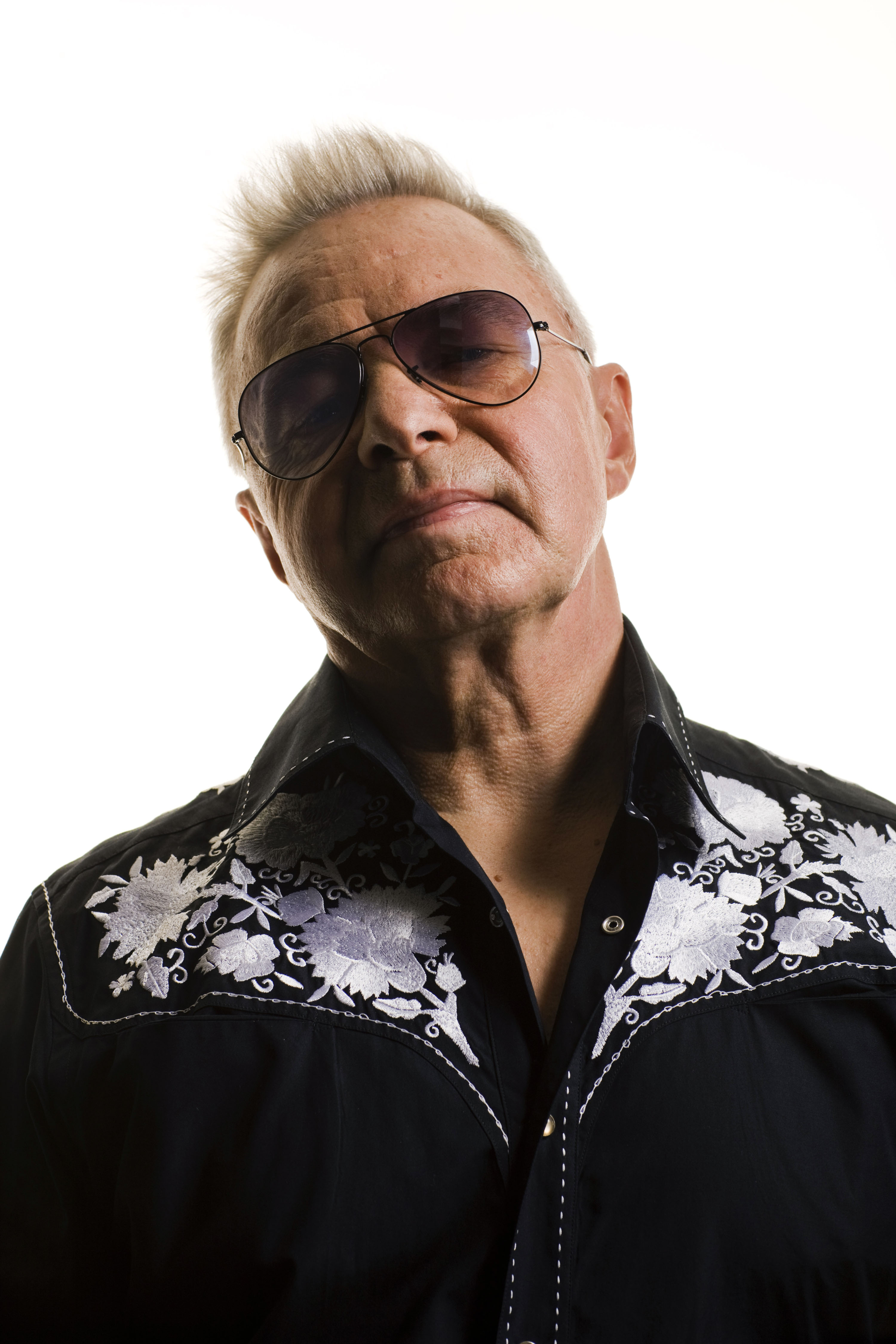
Den svenske rocksångaren Jerry Williams avled 25 mars, 75 år gammal.

- 1 mars – Nils-Olof Berggren, 77, svensk jurist.[157]
- 1 mars – Colin Campbell, 81, brittisk skådespelare.[158]
- 1 mars – Luigi Taveri, 88, schweizisk roadracingförare.[159]
- 2 mars – Göran Holm, 87, svensk läkare och professor.[160]
- 3 mars – Jacques Gernet, 96, fransk sinolog.[161]
- 3 mars – Kenneth Gärdestad, 69, svensk sångtextförfattare, bror till Ted Gärdestad.[162]
- 3 mars – Sabit Hadžić, 60, bosnisk (jugoslaviskfödd) basketspelare.[163]
- 3 mars – David Ogden Stiers, 75, amerikansk skådespelare (M*A*S*H).[164]
- 3 mars – Lars-Olov Strandberg, 88, svensk aktiv inom science fiction-rörelsen.[165]
- 4 mars – Davide Astori, 31, italiensk fotbollsspelare.[166]
- 4 mars – Roger Bannister, 88, brittisk löpare och akademiker.[167]
- 5 mars – Kjerstin Dellert, 92, svensk operasångare och teaterchef.[168]
- 5 mars – Percy Liedholm, 80,  svensk läkare och moderat politiker.[169]
- 5 mars – Bengt Sparre, 75, svensk friherre och diplomat.[152]
- 6 mars – Björn Ericsson, 74, svensk fotbollsspelare (försvarare, IFK Göteborg).[170]
- 6 mars – John E. Sulston, 75, brittisk biolog, nobelpristagare i fysiologi eller medicin.[171]
- 6 mars – Nils Wilhjelm, 81, dansk godsägare, direktör och politiker (Det Konservative Folkeparti).[172]
- 6 mars – Ivan Öfverholm, 75, svensk ingenjör och företagsledare.[169]
- 7 mars – Reynaldo Bignone, 90, argentinsk militär och politiker, militärdiktaturens siste president 1982–1983.[173][174]
- 7 mars – Charles Thone, 94, amerikansk republikansk politiker, Nebraskas guvernör 1979–1983.[175]
- 7 mars – Kjell Venås, 90, norsk språkvetare.[176]
- 8 mars – Svante Englund, 82, svensk ämbetsman.[169]
- 8 mars – Peter Temple, 71, australisk författare av kriminallitteratur.[177]
- 8 mars – Carl-Gustaf Tiselius, 97, svensk militär.[178]
- 8 mars – Albin Vidović, 75, kroatisk (jugoslaviskfödd) handbollsspelare.[179]
- 8 mars – Togo West, 75, amerikansk demokratisk politiker, arméminister 1993–1997, veteranminister 1998–2000.[180]
- 8 mars – Kate Wilhelm, 89, amerikansk mysterie- och science fiction-författare.[181]
- 9 mars – Oskar Gröning, 96, tysk krigsförbrytare och medlem i Waffen-SS.[182]
- 9 mars – Jung Jae-sung, 35, sydkoreansk badmintonspelare.[183]
- 9 mars – George Sinner, 89, amerikansk demokratisk politiker, North Dakotas guvernör 1985–1992.[184]
- 10 mars – Hubert de Givenchy, 91, fransk modedesigner och aristokrat.[185]
- 10 mars – Karl Lehmann, 81, tysk kardinal i den romersk-katolska kyrkan.[186]
- 10 mars – Ulf Nilson, 84, svensk journalist och författare.[187]
- 10 mars – Ralf Waldmann, 51, tysk roadracingförare.[188]
- 12 mars – Ken Flach, 54, amerikansk tennisspelare.[189]
- 12 mars – Håkan Westling, 89, svensk läkare, professor och universitetsrektor.[190]
- 13 mars – Bertil Jobeus, 73, svensk diplomat.[191]
- 13 mars – Jens Nilsson, 69, svensk socialdemokratisk politiker och EU-parlamentariker.[192][193]
- 14 mars – Alfred W. Crosby, 87, amerikansk miljöhistoriker.[194]
- 14 mars – Marielle Franco, 38, brasiliansk politiker och människorättsaktivist.[195]
- 14 mars – Stephen Hawking, 76, brittisk teoretisk fysiker, professor och författare.[196]
- 14 mars – Emily Nasrallah, 86, libanesisk författare.[197]
- 14 mars – Liam O'Flynn, 72, irländsk folkmusiker.[198]
- 15 mars – Annie Jenhoff, 88, svensk skådespelare, teaterpedagog, kritiker och författare.[199]
- 16 mars - Christer Flodin, 69, svensk skådespelare.[200]
- 16 mars – Russell Freedman, 88, amerikansk barnboksförfattare och illustratör.[201]
- 16 mars – George Meek, 84, brittisk (skotsk) fotbollsspelare (Leeds United, Walsall).[202][203]
- 16 mars – Sven Rydén, 93, svensk konstnär och tidningstecknare.[204]
- 16 mars – Louise Slaughter, 88, amerikansk demokratisk politiker.[205]
- 16 mars – Magnus Wernstedt, 72, svensk diplomat, Sveriges ambassadör i Teheran 2007–2012.[206]
- 17 mars – Benny Fredriksson, 58, svensk skådespelare och teaterregissör.[207][208]
- 17 mars – Guðjón Arnar Kristjánsson, 73, isländsk politiker.[209]
- 17 mars – Phan Văn Khải, 84, vietnamesisk politiker, premiärminister 1997–2006.[210]
- 19 mars – Irina Begljakova, 85, rysk (sovjetiskfödd) friidrottare (diskuskastare).[211]
- 19 mars – Sydney Coulson, 96, svensk skådespelare och manusförfattare. (Den ofrivillige golfaren)[212]
- 19 mars – Curt Hillfon, 74, svensk konstnär.[213][214]
- 19 mars – Keith O'Brien, 80, skotsk kardinal och ärkebiskop emeritus.[215]
- 20 mars – Ann-Charlotte Alverfors, 71, svensk författare (Sparvöga).[216]
- 20 mars – Peter George Peterson, 91, amerikansk politiker, handelsminister 1972–1973.[217]
- 21 mars – Ulrica Hydman Vallien, 79, svensk glaskonstnär och målare.[218][219]
- 22 mars – Johan van Hulst, 107, nederländsk pedagog, universitetslärare och politiker, räddade 500 barn under andra världskriget.[220]
- 22 mars – Morgana King, 87, amerikansk sångare och skådespelare (Gudfadern).[221]
- 22 mars – Wayne Huizenga, 80, amerikansk entreprenör.[222]
- 23 mars – Elmer Green, 92, finlandssvensk skådespelare.[223]
- 23 mars – Johan Korsström, 79, finländsk arkitekt.[224]
- 23 mars – Jukka Mikkola, 74, finsk politiker.[225]
- 23 mars – Zell Miller, 86, amerikansk demokratisk politiker, Georgias guvernör 1991–1999.[226]
- 24 mars – José Antonio Abreu, 78, venezuelansk dirigent, musiker, politiker, ekonom och aktivist, grundare av El sistema.[227]
- 24 mars – Lys Assia, 94, schweizisk sångare, vinnare av den allra första Eurovision Song Contest.[228]
- 24 mars – Arnaud Beltrame, 44, fransk officer i gendarmeriet, bytte plats med gisslan vid terrorattacken i Carcassone.[229]
- 24 mars – Vivi Edström, 95, svensk professor i litteratur.[230][231]
- 24 mars – Marco Solfrini, 60, italiensk basketspelare.[232]
- 25 mars – Kåre Larsson, 81, svensk livsmedelsteknolog och professor.[233]
- 25 mars – Olle Widestrand, 85, svensk tonsättare.[234]
- 25 mars – Jerry Williams, 75, svensk rocksångare.[235]
- 26 mars – Jan Aghed, 83, svensk filmkritiker.[236]
- 26 mars – Sven Reichmann, 78, svensk författare.[237]
- 26 mars – Folke Wickström, 78, åländsk arkitekt.[238]
- 27 mars – Stéphane Audran, 85, fransk skådespelare.[239]
- 27 mars – Kenny O'Dell, 73, amerikansk countrysångare och låtskrivare.[240]
- 28 mars – Alice Östlund, 111, svensk kvinna som vid sin död var Skandinaviens äldsta person.[241]
- 29 mars – Magnus Faxén, 87, svensk programdirektör och diplomat.[242]
- 29 mars – Anita Shreve, 71, amerikansk författare.[243]
- 29 mars – Sven-Olov Sjödelius, 84, svensk kanotist.[244]
- 29 mars – H.G. Wessberg, 65, svensk politiker och ämbetsman.[245]
- 30 mars – Aureliano Bolognesi, 87, italiensk boxare.[246]
- 30 mars – Sabahudin Kurt, 83, bosnisk sångare.[247]
- 30 mars – Bill Maynard, 89, brittisk skådespelare.[248]
- 30 mars – Carl-Arne Samuelson, 90, svensk företagsledare.[249]
- 31 mars – Luigi De Filippo, 87, italiensk skådespelare, regissör, manusförfattare och teaterdirektör.[250]

## April

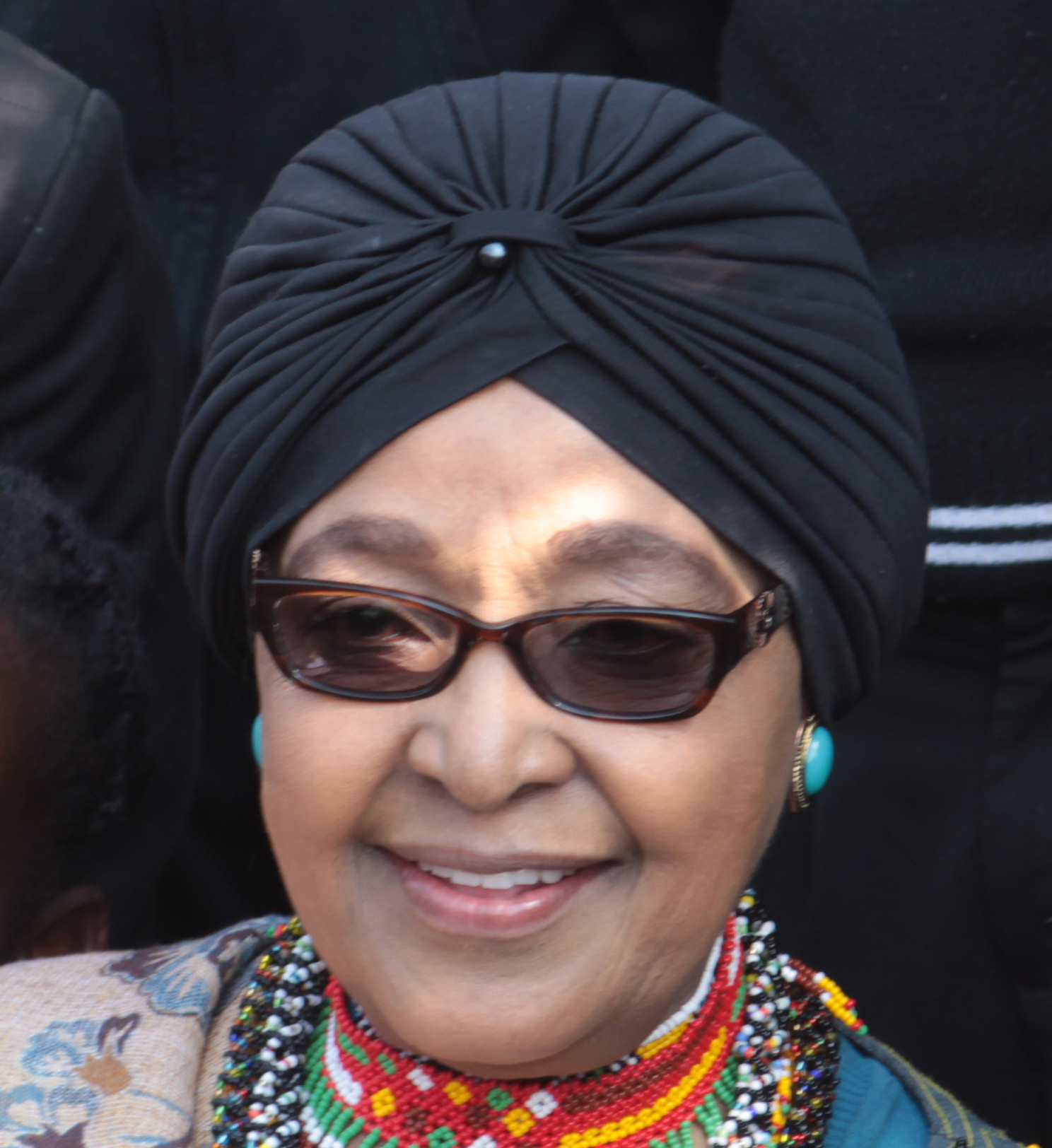
Den sydafrikanska anti-apartheidkämpen Winnie Mandela avled 2 april, 81 år gammal.

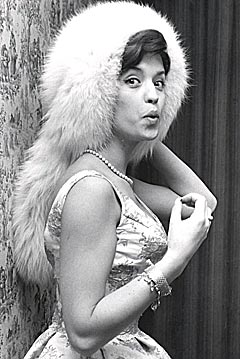
Den svenska sångaren Barbro "Lill-Babs" Svensson avled 3 april, 80 år gammal.

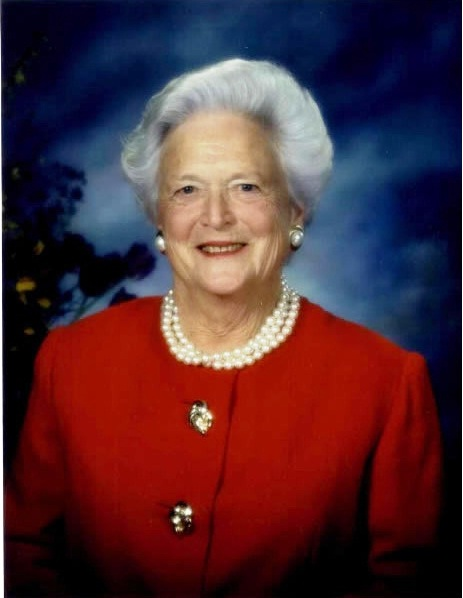
Barbara Bush, USA:s första dam åren 1989–1993, avled 17 april, 92 år gammal.

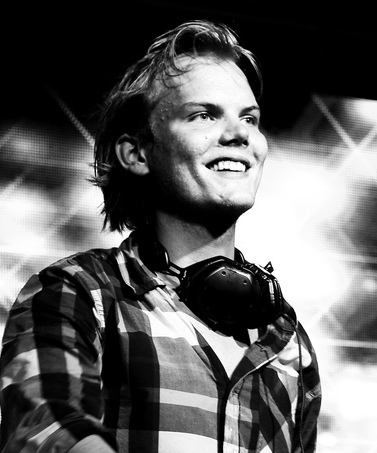
Den svenske discjockeyn och musikproducenten Tim "Avicii" Bergling avled 20 april, 28 år gammal.

- 1 april – Steven Bochco, 74, amerikansk manusförfattare och producent.[251]
- 1 april – Anders Enemar, 91, svensk zoolog.[252]
- 1 april – Efraín Ríos Montt, 91, guatemalansk politiker, president och diktator 1982–1983.[253]
- 2 april – Susan Anspach, 75, amerikansk skådespelare.[254]
- 2 april – Morris Halle, 94, amerikansk språkforskare.[255]
- 2 april – Winnie Mandela, 81, sydafrikansk antiapartheidkämpe och politiker, hustru till Nelson Mandela 1958–1996.[256]
- 3 april – Sven Danielson, 93, svensk arkitekt.[257]
- 3 april – Barbro "Lill-Babs" Svensson, 80, svensk sångare.[258]
- 4 april – Soon-Tek Oh, 85, koreansk-amerikansk skådespelare (Mannen med den gyllene pistolen).[259]
- 4 april – Ray Wilkins, 61, engelsk fotbollstränare och före detta spelare.[260]
- 5 april – Eric Bristow, 60, brittisk dartspelare.[261][262]
- 5 april – Dieter Freise, 73, tysk landhockeyspelare.[263]
- 5 april – Tim O'Connor, 90, amerikansk skådespelare.[264]
- 5 april – Pekka Pitkänen, 90, finländsk arkitekt.[265]
- 5 april – Erik Ruist, 97, svensk ekonom.[266]
- 5 april – Isao Takahata, 82, japansk regissör (Studio Ghibli).[267]
- 6 april – Daniel Akaka, 93, amerikansk demokratisk politiker, senator representerande Hawaii 1990–2013.[268]
- 6 april – Billy Gustafsson, 70, svensk socialdemokratisk politiker.[269]
- 6 april – Aleksandr Kurlovitj, 56, vitrysk (sovjetiskfödd) tyngdlyftare.[270]
- 6 april – Johan Palmgren, 87, svensk militär.[271]
- 7 april – Peter Grünberg, 78, tysk fysiker, nobelpristagare i fysik 2007.[272][273]
- Exakt datum saknas – Brigitte Ahrenholz, 65, östtysk roddare.[274]
- 8 april – André Lerond, 87, fransk fotbollsspelare.[275]
- 8 april – John Miles, 74, brittisk racerförare.[276]
- 8 april – Gunnar Persson, 84, svensk serieskapare (Kronblom).[277]
- 9 april – Curt Hasselgren, 93, svensk militär.[271]
- 10 april – F'murr (Richard Peyzaret), 72, fransk serieskapare.[278]
- 10 april – Nils Hallerby, 97, svensk folkpartistisk politiker.[279]
- 11 april – Gustaf Samuelson, 90, svensk militär.[280]
- 12 april – Lars Hillbom, 72, svensk ämbetsman.[281]
- 12 april – John Melcher, 93, amerikansk demokratisk politiker.[282]
- 13 april – Georg Davidsson, 91, svensk riksevangelist.[283]
- 13 april – Miloš Forman, 86, tjeckisk-amerikansk filmskapare.[284]
- 13 april – Lars Rask, 71, svensk medicinsk kemist och professor.[285]
- 14 april – Daedra Charles, 49, amerikansk basketspelare.[286]
- 14 april – Jon Michelet, 73, norsk författare.[287]
- 15 april – R. Lee Ermey, 74, amerikansk skådespelare och tidigare instruktör i marinkåren (Full Metal Jacket, etc).[288]
- 15 april – Vittorio Taviani, 88, italiensk filmskapare.[289]
- 16 april – Harry Anderson, 65, amerikansk skådespelare (Det, etc).[290]
- 16 april – Choi Eun-hee, 91, sydkoreansk skådespelare.[291]
- 16 april – Ivan Mauger, 78, nyzeeländsk speedwayförare.[292]
- 16 april – Olof Skoglund, 92, svensk diplomat.[281]
- 17 april – Barbara Bush, 92, USA:s första dam 1989–1993.[293]
- 17 april – Nils Malmer, 88, svensk botaniker.[294]
- 17 april - Ingvor Wennberg, 96, svensk revyartist.[295]
- 18 april – Carl-Gustaf Andrén, 95, svensk teolog, professor och universitetskansler.[296]
- 18 april – Fritz Hjelte, 91, svensk ingenjör.[297]
- 18 april – Alan M. Lovelace, 88, amerikansk kemist, ställföreträdande administratör för NASA 1976–1981.[298]
- 20 april – Tim "Avicii" Bergling, 28, svensk discjockey, musiker och musikproducent.[299]
- 20 april – Ingemar Öhrn, 87, svensk ämbetsman, bl.a. landshövding i Västernorrlands län[294]
- 21 april –  Erik Andersson, 70, finlandssvensk språkforskare och professor[300]
- 21 april – Nabi Tajima, 117, japansk kvinna som var världens äldsta människa vid sin död.[301]
- 21 april – Verne Troyer, 49, amerikansk skådespelare och komiker (Mini-Me i Austin Powers-filmerna, etc).[302]
- 21 april – Per Wåhlström, 87, svensk målare, tecknare och teaterdekoratör.[303]
- 23 april – Åke Harnesk, 91, svensk skådespelare, dansare och revyartist.[304]
- 24 april – Anders Kvissberg, 89, svensk sportskytt.[305]
- 24 april – Henri Michel, 70, fransk fotbollstränare och tidigare spelare.[306]
- 24 april – Hariton Pushwagner, 77, norsk konstnär.[307]
- 25 april – Abbas Attar, 74, iransk fotograf och bildjournalist.[308]
- 25 april – Michael Anderson, 98, brittisk filmregissör.[309]
- 25 april - Lennart Ehrenlood, 85, svensk musiker (flöjtist).[310]
- 26 april – Philip H. Hoff, 93, amerikansk demokratisk politiker, Vermonts guvernör 1963–1969.[311]
- 26 april – Lennart Jelbe, 78, svensk TV-producent.[312]
- 26 april – Sverker Oredsson, 80, svensk historiker.[313]
- 26 april – Gianfranco Parolini, 93, italiensk regissör.[314]
- 26 april – Karl-Erik Sahlberg, 90, svensk industriman.[315]
- 27 april – Per-Iwar Sohlström, 71, svensk journalist.[316]
- 29 april – Zannah Hultén, 62, svensk sångpedagog och musikproducent.[317]
- 29 april – Robert Mandan, 86, amerikansk skådespelare (Lödder).[318]
- 29 april – Michael Martin, baron Martin av Springburn, 72, brittisk politiker (Labour).[319]
- 29 april – Luis García Meza, 88, boliviansk politiker, president och diktator 1980–1981.[320]

## Maj

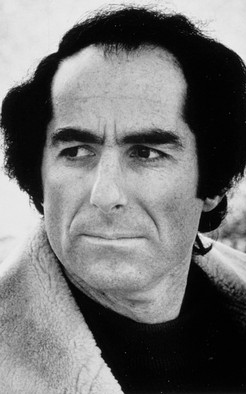
Den amerikanske författaren Philip Roth avled 22 maj, 85 år gammal.

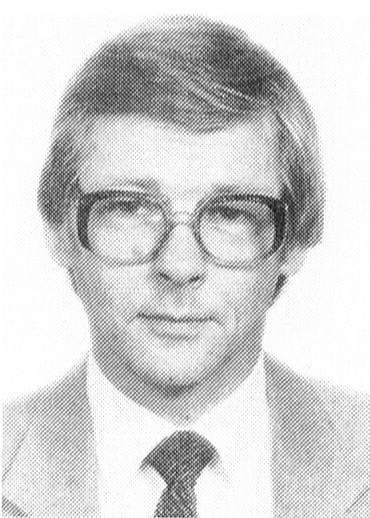
Den svenske politikern Ola Ullsten avled 28 maj, 86 år gammal.

- 1 maj – Elmar Altvater, 79, tysk statsvetare.[321]
- 1 maj – Arthur Barnard, 89, amerikansk häcklöpare.[322]
- 3 maj – Afonso Dhlakama, 65, moçambikisk politiker, gerillaledare och oppositionsledare.[323]
- 3 maj – Klas Ralf, 97, svensk jurist och informationschef.[324]
- 4 maj – Abi Ofarim, 80, israelisk sångare.[325]
- 5 maj – Lars-Åke Wikström, 74, svensk dövprofil och teckenspråkskämpe.[326][327]
- 6 maj – Eric Geboers, 55, belgisk motocrossförare.[328]
- 6 maj – Niels Anker Kofoed, 89, dansk jordbrukare, politiker och minister (Venstre).[329]
- 6 maj – Jamal Naji, 63, jordansk författare.[330]
- 7 maj – Thomas Hempel, 76, svensk radiojournalist (Dagens eko).[331][324]
- 7 maj – Ermanno Olmi, 86, italiensk filmregissör och manusförfattare.[332]
- 8 maj – Anne V. Coates, 92, brittisk filmklippare.[333]
- 8 maj – George Deukmejian, 89, amerikansk republikansk politiker, guvernör i Kalifornien 1983–1991.[334]
- 8 maj – Eunice Groark, 80, amerikansk republikansk politiker.[335]
- 9 maj – Ben Graves, 45, amerikansk trummis (Murderdolls).[336]
- 10 maj – Elizabeth Chase, 68, zimbabwisk landhockeyspelare.[337]
- 10 maj – David Goodall, 104, brittisk-australisk botaniker och ekolog.[338]
- 11 maj – Sven Anér, 96, svensk journalist.[339]
- 11 maj – Gérard Genette, 87, fransk litteraturteoretiker.[340]
- 11 maj – Bengt Nilsson, 84, svensk höjdhoppare, bragdguldmedaljör 1954.[341]
- 11 maj – Ulla Sallert, 95, svensk sångare och skådespelare.[342][343]
- 12 maj – Mansoor Ahmed, 50, pakistansk landhockeyspelare.[344]
- 12 maj – Åke Andersson, 77, svensk rallyförare.[345]
- 12 maj – Karl Erik Gustafsson, 79, svensk företagsekonom och medieprofessor.[346]
- 12 maj – Elmer Husman, 94, svensk arkitekt.[324]
- 12 maj – Tessa Jowell, 70, brittisk Labour-politiker och minister.[347]
- 12 maj – Dennis Nilsen, 72, brittisk seriemördare.[348]
- 13 maj – Glenn Branca, 69, amerikansk avantgarde-musiker och kompositör.[349]
- 13 maj – Margot Kidder, 69, kanadensisk-amerikansk skådespelare.[350]
- 14 maj – Elaine S. Edwards, 89, amerikansk demokratisk politiker, senator för Louisiana 1972 och Louisianas första dam 1972–1980 och 1984–1988.[351]
- 14 maj – Roberto Farias, 86, brasiliansk filmregissör och manusförfattare.[352]
- 14 maj – Doug Ford, 95, amerikansk golfspelare.[353]
- 14 maj – Maria Körber, 87, tysk skådespelare.[354]
- 14 maj – Tom Wolfe, 88, amerikansk journalist och författare.[355]
- 15 maj – Jlloyd Samuel, 37, trinidadisk-brittisk fotbollsspelare.[356]
- 15 maj – Ray Wilson, 83, brittisk (engelsk) fotbollsspelare, VM-guld 1966.[357]
- 16 maj – Joseph Campanella, 93, amerikansk skådespelare.[358]
- 16 maj – Lucian Pintilie, 84, rumänsk filmregissör.[359]
- 17 maj – Inger Brattström, 97, svensk författare.[360]
- 17 maj – Nicole Fontaine, 76, fransk politiker.[361]
- 17 maj – Jürgen Marcus, 69, tysk sångare, deltagare i Eurovision Song Contest 1976.[362]
- 17 maj – Richard Pipes, 94, amerikansk professor och historiker.[363]
- 18 maj – Yrsa Stenius, 73, finsk-svensk journalist, politisk chefredaktör och författare.[364]
- 18 maj – Darío Castrillón Hoyos, 88, colombiansk romersk-katolsk ärkebiskop och kardinal, ordförande för den påvliga Ecclesia Dei-kommissionen 2000–2009.[365][366]
- 19 maj – Robert Indiana, 89, amerikansk målare och skulptör.[367]
- 19 maj – Bernard Lewis, 101, brittisk-amerikansk historiker.[368]
- 19 maj – Reggie Lucas, 65, amerikansk musiker, låtskrivare och musikproducent.[369]
- 20 maj – Carol Mann, 77, amerikansk golfspelare.[370]
- 20 maj – Patricia Morison, 103, amerikansk skådespelare.[371]
- 20 maj – Rolf Sand, 98, norsk skådespelare.[372]
- 21 maj – Vassilis N. Triandafilidis, 78, grekisk komiker och skådespelare.[373][374]
- 21 maj – Clint Walker, 90, amerikansk skådespelare.[375]
- 22 maj – Philip Roth, 85, amerikansk författare.[376]
- 22 maj – Daniela Samulski, 33, tysk simmare.[377]
- 23 maj – Peter Holmberg, 79, finländsk fysiker och professor.[378]
- 23 maj – Jurij Kutsenko, 66, rysk (sovjetiskfödd) friidrottare i mångkamp.[379]
- 24 maj – Gudrun Burwitz, född Himmler, 88, tysk nynazist, dotter till Heinrich Himmler.[380]
- 25 maj – Charlie Elvegård, 74, svensk skådespelare.[381]
- 25 maj – Thomas Lindstein, 70, svensk professor i socialt arbete, rektor för Mittuniversitetet 2003-08.[382]
- 26 maj – Alan L. Bean, 86, amerikansk astronaut.[383]
- 26 maj – Roger Piantoni, 86, fransk fotbollsspelare.[384]
- 27 maj – Gardner Dozois, 70, amerikansk science fiction-författare.[385]
- 27 maj – Donald H. Peterson, 84, amerikansk astronaut.[386]
- 28 maj – Maija Karhi, 86, finländsk skådespelare.[387]
- 28 maj – Dick Quax, 70, nyzeeländsk friidrottare (löpare).[388]
- 28 maj – Jens Christian Skou, 99, dansk kemist och läkare, nobelpristagare i kemi 1997.[389]
- 28 maj – Ola Ullsten, 86, svensk folkpartistisk politiker, partiledare 1978–1983, statsminister 1978–1979 och utrikesminister 1979–1982.[390]
- 30 maj – Walter Habersatter, 88, österrikisk backhoppare.[391]

## Juni

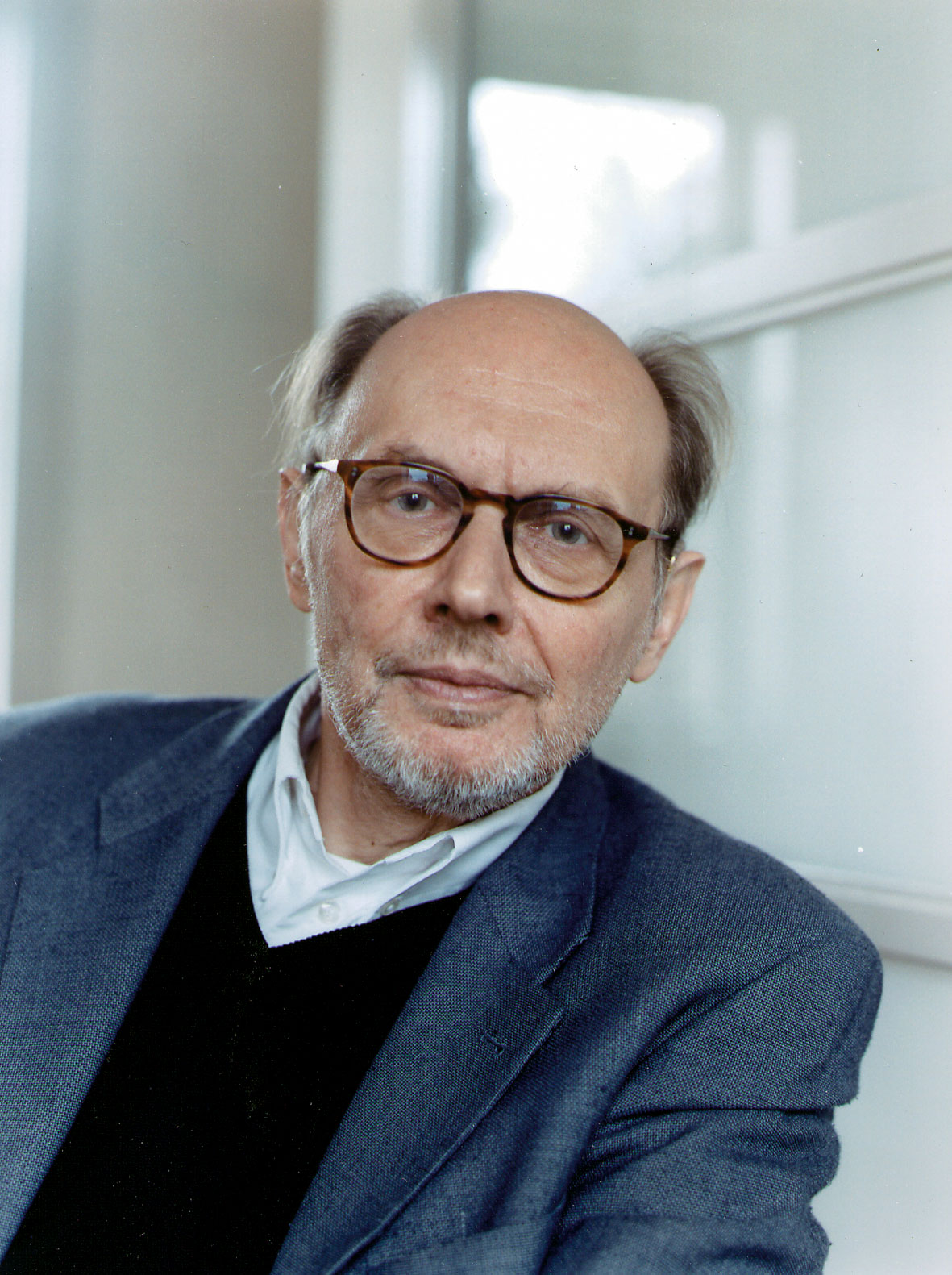
Den svenske politikern Per Ahlmark avled 8 juni, 79 år gammal.

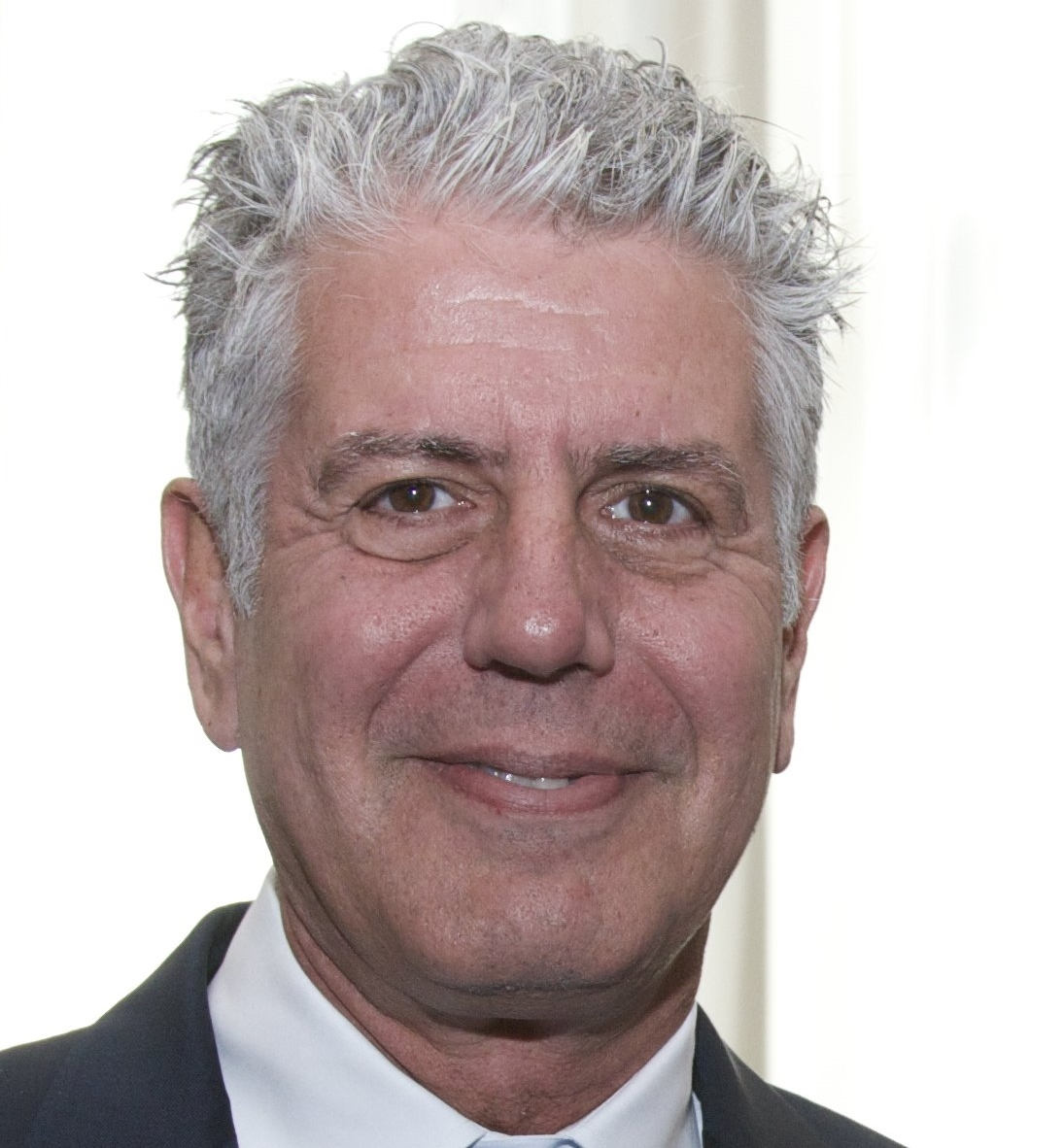
Den amerikanske kocken Anthony Bourdain avled 8 juni, 61 år gammal.

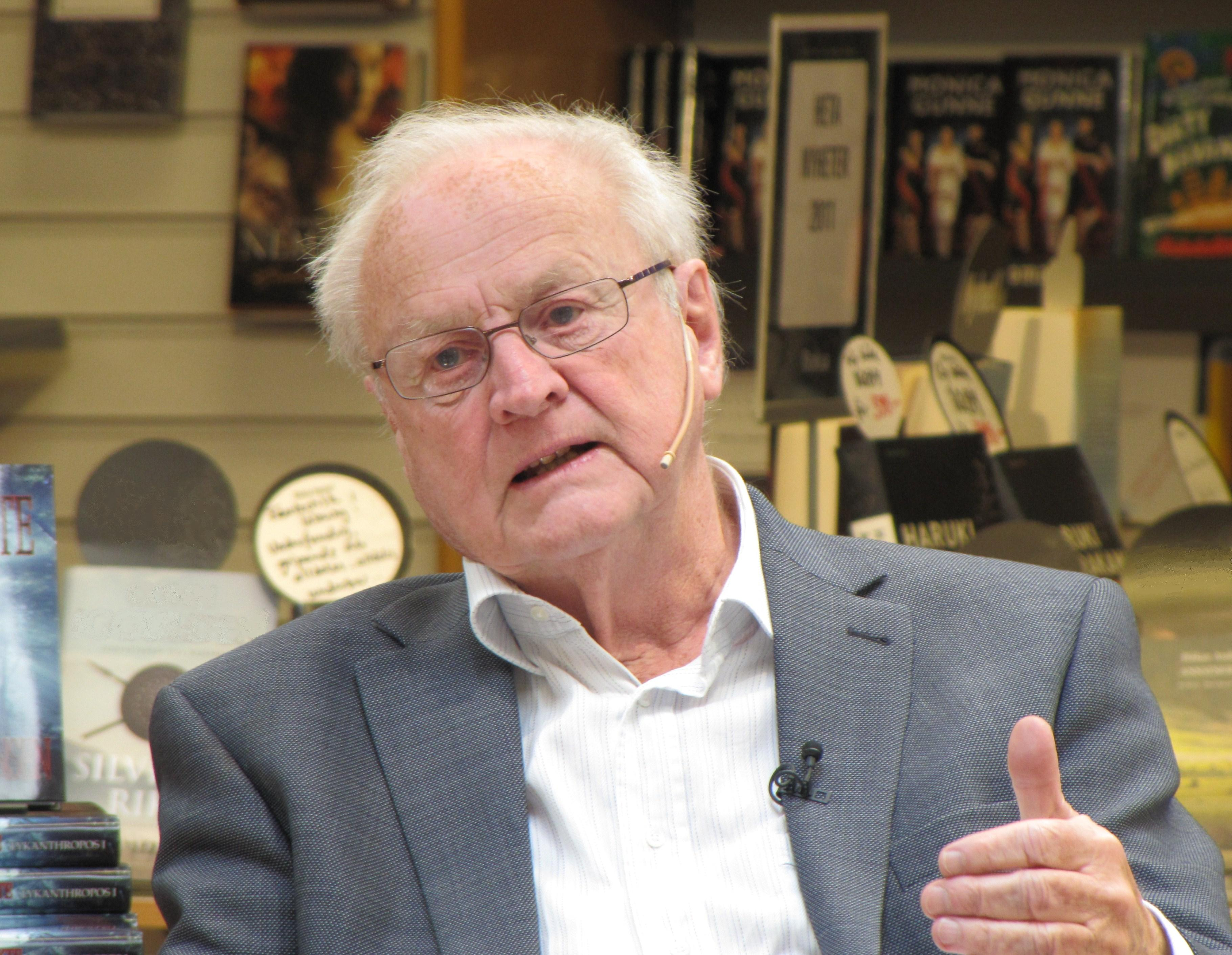
Den svenske farmakologen och nobelpristagaren Arvid Carlsson avled 29 juni, 95 år gammal.

- 1 juni – John Julius Norwich, 88, brittisk historiker, reseskribent och TV-personlighet.[392]
- 1 juni – William Phipps, 96, amerikansk skådespelare (Askungen, etc).[393]
- 1 juni – Sinan Sakić, 61, serbisk folkmusiker och popsångare.[394]
- 1 juni – Per Tegnér, 74, svensk civilekonom och generaldirektör.[395]
- 2 juni – Paul D. Boyer, 99, amerikansk biokemist, nobelpristagare i kemi 1997.[396]
- 2 juni – Irenäus Eibl-Eibesfeldt, 89, österrikisk etolog, en av humanetologins grundare.[397]
- 3 juni – Jan Axelsson, 79, svensk politiker, språkrör för Miljöpartiet 1990–1992.[398]
- 3 juni – Frank Carlucci, 87, amerikansk nationell säkerhetsrådgivare 1986–1987 och försvarsminister 1987–1989.[399]
- 3 juni – Robert Forhan, 82, kanadensisk ishockeyspelare och politiker.[400]
- 3 juni – Madeleine Leijonhufvud, 75, svensk jurist och samhällsdebattör.[401]
- 3 juni – Miguel Obando y Bravo, 92, nicaraguansk kardinal och ärkebiskop.[402]
- 4 juni – Carl-Olof Jacobson, 89, svensk zoolog, professor, ständig sekreterare i Kungliga Vetenskapsakademien 1989–1997.[403]
- 4 juni – Erik Marcusson, 71, svensk konstnär.[404]
- 5 juni – Dag Nordmark, 73, svensk litteraturvetare.[405]
- 5 juni – Per-Arne Ringh, 87, svensk militär.[406]
- 5 juni – Kate Spade, 55, amerikansk modedesigner.[407]
- 5 juni –  Arata Yoshiaki, 94, japansk fysiker.[408]
- 6 juni – Kira Muratova, 83, ukrainsk (sovjetiskfödd) filmregissör och manusförfattare.[409]
- 7 juni – Minken Fosheim, 62, norsk skådespelare och barnboksförfattare.[410]
- 7 juni – Barbro Lindvall-Liljander, 85, svensk skulptör.[411]
- 8 juni – Per Ahlmark, 79, svensk folkpartistisk politiker, partiledare 1975–1978, statsråd 1976–1978 och författare.[412]
- 8 juni – Maria Bueno, 78, brasiliansk tennisspelare.[413]
- 8 juni – Anthony Bourdain, 61, amerikansk kock, matskribent och TV-personlighet.[414]
- 8 juni – Eunice Gayson, 90, brittisk skådespelare.[415]
- 8 juni – Danny Kirwan, 68, brittisk gitarrist, sångare och låtskrivare (Fleetwood Mac, etc).[416]
- 12 juni – Ib Frederiksen, 90, dansk socialdemokratisk politiker, jordbruksminister 1971–1973, fiskeriminister 1973.[417]
- 13 juni – Anne Donovan, 56, amerikansk basketspelare och tränare.[418]
- 13 juni – D.J. Fontana, 87, amerikansk rocktrumslagare (Elvis Presley).[419]
- 13 juni – Anna Hedstrand, 72, svensk konstnär.[420]
- 13 juni – Charles "Chuck" Vinci, 85, amerikansk tyngdlyftare.[421]
- 14 juni – Gunnar Fernander, 96, svensk militär.[422]
- 14 juni – Stanislav Govoruchin, 82, rysk (sovjetiskfödd) filmregissör och manusförfattare.[423]
- 15 juni – Gunhild Qvarsebo, 84, svensk skådespelare.[424]
- 16 juni – Gennadij Rozjdestvenskij, 87, rysk dirigent.[425]
- 17 juni – David Selberg, 23, svensk ishockeyspelare (Luleå Hockey).[426][427]
- 18 juni – Peter Reichard, 93, österrikisk-svensk biokemist.[428]
- 18 juni – Maria Rohm, 72, österrikisk skådespelare och filmproducent.[429]
- 18 juni – Jahseh "XXXTentacion" Onfroy, 20, amerikansk rappare.[430]
- 19 juni – Stanley Cavell, 91, amerikansk filosof.[431]
- 19 juni – Elisabeth av Danmark, 83, dansk prinsessa.[432]
- 19 juni – Hubert Green, 71, amerikansk golfspelare.[433]
- 20 juni – Dorrit Kleimert, 80, svensk operasångare (sopran).[434][435]
- 20 juni – Björn Sundberg, 87, svensk skådespelare.[436][437]
- 20 juni – Peter Thomson, 88, australisk golfspelare, femfaldig British Open-vinnare.[438]
- 21 juni – Anja Notini, 78, svensk författare, fotograf, journalist och konstnär.[435]
- 22 juni – Grigorij Barenblatt, 90, rysk matematiker.[439]
- 22 juni – Olle Johansson, 84, svensk skådespelare, teaterregissör och teaterchef.[440]
- 22 juni – Vinnie Paul, 54, amerikansk hårdrocksmusiker (Pantera, etc).[441]
- 23 juni – Roland Baar, 53, tysk (västtyskfödd) roddare.[442]
- 23 juni – Alberto Fouilloux, 77, chilensk fotbollsspelare.[443]
- 23 juni – Donald Hall, 89, amerikansk poet och författare.[444]
- 23 juni – Kim Jong-pil, 92, sydkoreansk politiker, premiärminister 1971–1975 och 1998–2000.[445]
- 25 juni – David Goldblatt, 87, sydafrikansk fotograf.[446]
- 25 juni – Bo Nilsson, 81, svensk tonsättare.[447]
- 25 juni – Ove Skog, 73, svensk tatuerare.[448][449]
- 26 juni – Henri Namphy, 85, haitisk politiker, president 1986–1988.[450]
- 27 juni - Björn Barlach, 81, svensk författare och textförfattare.[451]
- 27 juni – Steve Ditko, 90, American comic book writer and artist (Spider-Man, Doctor Strange, Blue Beetle), heart attack.[452][453]
- 27 juni – Joseph "Joe" Jackson, 89, amerikansk musikmanager (Jackson Five), Michael Jacksons far.[454]
- 28 juni – Harlan Ellison, 84, amerikansk fantasy- och science fiction-författare.[455]
- 28 juni – Domenico Losurdo, 76, italiensk marxistisk filosof och historiker.[456]
- 28 juni – Christine Nöstlinger, 81, österrikisk ungdoms- och barnboksförfattare.[457]
- 29 juni – Arvid Carlsson, 95, svensk farmakolog och professor emeritus, nobelpristagare i fysiologi eller medicin 2000.[458]
- 29 juni – Irena Szewińska, 72, polsk friidrottare.[459]